# Giro delle Fiandre 2016
Il Giro delle Fiandre 2016, centesima edizione della corsa e valido come ottava prova dell'UCI World Tour 2016, si è svolto il 3 aprile 2016 su un percorso di 255 km. Lo ha vinto, per la prima volta, lo slovacco Peter Sagan, che ha concluso in 6h10'37", alla velocità media di 41,28 km/h.
Il campione del mondo Peter Sagan, della Tinkoff, ha attaccato sul Paterberg, ultima salita della corsa, vincendo in solitaria dopo 13 km di fuga. Il tre volte vincitore Fabian Cancellara, della Trek-Segafredo, si è dovuto accontentare del secondo posto dopo un inseguimento condotto insieme a Sep Vanmarcke, della Lotto NL-Jumbo. Alexander Kristoff, del Team Katusha, ha invece vinto lo sprint del secondo gruppo di inseguitori.

## Squadre partecipanti
| N.      | Cod. | Squadra                     |
| ------- | ---- | --------------------------- |
| 1-8     | KAT  | Team Katusha                |
| 11-18   | TNK  | Tinkoff                     |
| 21-28   | EQS  | Etixx-Quick Step            |
| 31-38   | LTS  | Lotto-Soudal                |
| 41-48   | TFR  | Trek-Segafredo              |
| 51-58   | BMC  | BMC Racing Team             |
| 61-68   | TLJ  | Team Lotto NL-Jumbo         |
| 71-78   | SKY  | Team Sky                    |
| 81-88   | DDD  | Team Dimension Data         |
| 91-98   | ALM  | AG2R La Mondiale            |
| 101-108 | AST  | Astana Pro Team             |
| 111-118 | TCG  | Cannondale Pro Cycling Team |
| 121-128 | FDJ  | FDJ                         |

| N.      | Cod. | Squadra                     |
| ------- | ---- | --------------------------- |
| 131-138 | IAM  | IAM Cycling                 |
| 141-148 | LAM  | Lampre-Merida               |
| 151-158 | MOV  | Movistar Team               |
| 161-168 | OGE  | Orica-GreenEDGE             |
| 171-178 | TGA  | Team Giant-Alpecin          |
| 181-188 | TSV  | Topsport Vlaanderen-Baloise |
| 191-198 | WGG  | Wanty-Groupe Gobert         |
| 201-208 | BOA  | Bora-Argon 18               |
| 211-218 | CCC  | CCC Sprandi Polkowice       |
| 221-228 | DEN  | Direct Énergie              |
| 231-238 | ROO  | Roompot Oranje Peloton      |
| 241-248 | STH  | Southeast-Venezuela         |

## Ordine d'arrivo (Top 10)
| Pos. | Corridore          | Squadra    | Tempo    |
| ---- | ------------------ | ---------- | -------- |
| 1    | Peter Sagan        | Tinkoff    | 6h10'37" |
| 2    | Fabian Cancellara  | Trek       | a 25"    |
| 3    | Sep Vanmarcke      | Lotto NL   | a 28"    |
| 4    | Alexander Kristoff | Katusha    | a 49"    |
| 5    | Luke Rowe          | Sky        | s.t.     |
| 6    | Dylan van Baarle   | Cannondale | s.t.     |
| 7    | Imanol Erviti      | Movistar   | s.t.     |
| 8    | Zdeněk Štybar      | Etixx      | s.t.     |
| 9    | Dimitri Claeys     | Wanty      | s.t.     |
| 10   | Niki Terpstra      | Etixx      | s.t.     |